# Rahnīch
Rahnīch är en ort i Iran.   Den ligger i provinsen Khorasan, i den östra delen av landet, 800 km öster om huvudstaden Teheran. Rahnīch ligger 2 129 meter över havet och antalet invånare är 133.
Terrängen runt Rahnīch är kuperad åt nordväst, men åt sydost är den platt. Runt Rahnīch är det glesbefolkat, med 12 invånare per kvadratkilometer. Närmaste större samhälle är Naqenj, 9,8 km söder om Rahnīch. Omgivningarna runt Rahnīch är i huvudsak ett öppet busklandskap.